# 中御所
中御所（なかごしょ）は、長野県長野市の市街地南西部にある地区。住居表示を施行した中御所一・二・三・四・五丁目のほか、中御所町四丁目、大字中御所（岡田町）がある。
全域が、長野市役所（本庁直轄）第五地区に属する。

## 概要

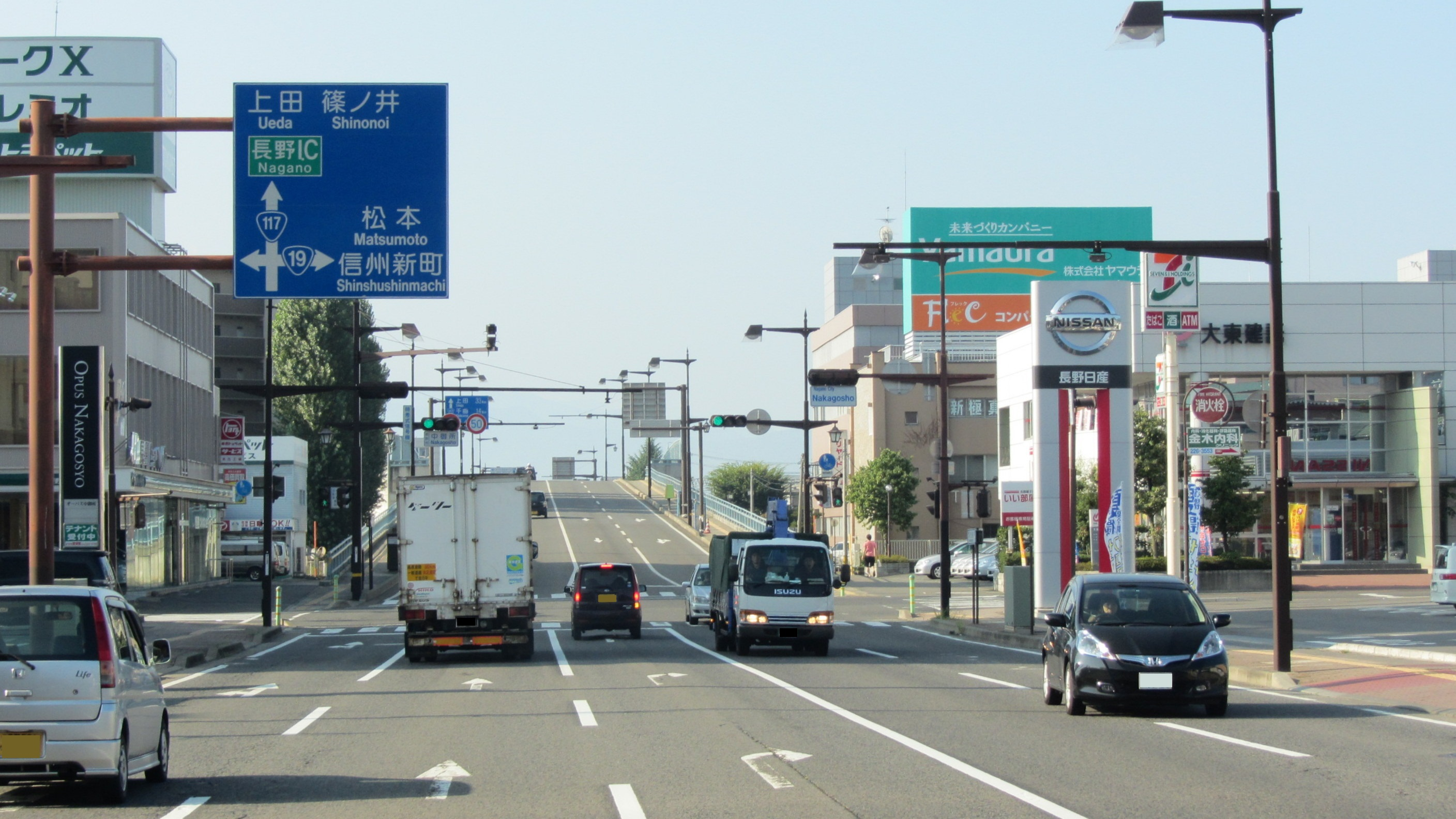
中御所交差点

住居表示未実施の大字中御所（岡田町）・中御所町四丁目は長野駅の北西に広がり、中御所一-五丁目は長野駅の南西に広がる。西縁を裾花川、南縁を犀川が流れている。地域の中央部を県庁通り、東部を北国街道（荒木通り）が南北に貫き、信越本線が東西に横切る。
町名は、鎌倉時代に現在の中御所二丁目にあった信濃国国衙（後庁-御庁）の守護所「中御所（なかのごしょ）」に由来する。この中御所の名は、1197年（建久2年）に源頼朝が善光寺参詣の際、領主漆田氏が館を造営して頼朝を迎えたことに起因するという。同様の由来を持つ町に問御所町がある。
1938年（昭和13年）に主に信越本線より南の区域について中御所町一・二・三・四丁目と町名を変更し、1988年（昭和63年）に、ほぼ同様の区域について住居表示を実施して中御所一・二・三・四・五丁目に町名変更した。こうした経緯のため、中御所交差点北西角の一区画のみに中御所町四丁目という町名が残されている。

## 沿革
大字中御所・中御所町四丁目・中御所一-五丁目の範囲は、概ね1879年（明治12年）時点の上水内郡中御所村の範囲に相当する。
旧中御所村（中之御所村）〜芹田村の歴史
- 鎌倉時代 - 信濃国国衙の守護所（中御所）が置かれていた
- 江戸時代 - 前身の中之御所村は松代藩領と椎谷藩領が混在していた
- 1878年（明治11年） - 県庁通りが開通。村の中央部を南北に縦断する。のち、大正国道10号、一級国道18号を経て、現一般国道19号・国道117号に指定
- 1879年（明治12年） - 水内郡が上水内郡と下水内郡に分割され、上水内郡中御所村となる
- 1888年（明治21年）8月15日 - 信越本線（長野〜上田）が開通し、村の中央部を東西に横断する
- 1889年（明治22年）4月1日 - 上水内郡中御所村、同郡若里村・栗田村・稲葉村・川合新田村と合併。上水内郡芹田村となる
- 1918年（大正7年）4月1日 - 岡田町に長野県立工業学校（現 長野県長野工業高等学校）が開校
- 1923年（大正12年）4月1日 - 岡田町に長野尋常高等小学校山王部校（現 長野市立山王小学校）が開校
- 1923年（大正12年）7月1日 - 上水内郡芹田村が長野市に編入。旧中御所村域は、大字中御所となる

長野市中御所の歴史
- 1935年（昭和10年）7月9日 - 県庁通りの信越本線との交点にみすず橋が架けられる
- 1936年（昭和11年）11月22日 - 善光寺白馬電鉄線が開通し、地区西部を縦走する。中御所（現 中御所一丁目）に南長野駅、岡田町に山王駅が置かれる。のち、1944年（昭和19年）路線休止
- 1938年（昭和13年）1月12日 - 町名整理。大字中御所の南部を分け、中御所町一・二・三・四丁目が発足
- 1947年（昭和22年）10月12日 - 昭和天皇の戦後巡幸。中御所にあった長野県養蚕試験場が視察先の一つとなった[1]。
- 1951年（昭和26年）4月1日 - 長野市立芹田小学校中御所分校を廃し、長野市立裾花小学校が新設開校
- 1966年（昭和41年）4月1日 - 岡田町の長野県長野工業高等学校が安茂里（現 差出南三丁目）の現在地へ移転
- 1967年（昭和42年）4月1日 - 岡田町の長野県長野工業高等学校跡地に、長野バスターミナル開業
- 1969年（昭和44年）4月1日 - 岡田町に長野放送（NBS）が開局
- 1969年（昭和44年）9月 - 岡田町に八十二銀行本店が新築移転
- 1988年（昭和63年）12月5日 - 住居表示実施。中御所町一・二・三丁目と大字中御所の一部が、中御所一・二・三・四・五丁目となる
- 1993年（平成5年） - ターミナル南通りが開通。岡田町と中御所一丁目の境を東西に通過する
- 1994年（平成6年）4月 - 信越本線に架かる長野県道35号長野真田線（当時。旧北国街道）の跨線橋が、北陸新幹線工事のため撤去。中御所一丁目と二丁目の間の行き来ができなくなる
- 1997年（平成9年）10月1日 - 長野新幹線（北陸新幹線 高崎 - 長野間）開通。信越本線に沿って、地区中央部を東西に横断する
- 1998年（平成10年）8月9日 - 都市計画道路駅南幹線が暫定2車線で開通。信越本線・北陸新幹線に隔てられた中御所一丁目と二丁目の間がアンダーパスで再び結ばれる。のち、2020年（令和2年）2月22日に4車線化
- 2022年（令和4年）8月13日 - 住居表示実施。長野駅周辺第二土地区画整理事業による換地処分に伴い、中御所二丁目と大字栗田との境界を変更

## 中御所（住居表示施行地区）
中御所一・二・三・四・五丁目（なかごしょ-）は、長野駅の南西部に広がる地区。郵便番号は380-0935。
裾花川と県庁通りに沿った細長い地区である。西端を裾花川、南端を犀川が流れる。地区北部を信越本線・北陸新幹線が通過する。周囲は以下の大字・町と接する。
一丁目は信越本線の北側に位置し市街地に近いものの、駅前の喧騒をあまり感じさせない静かな住宅街となっている。ターミナル南通りや県庁通りなどの大通り沿いにはオフィスビルなどが軒を連ねる。
二丁目〜五丁目は信越本線の南側に位置する。三丁目には中小の工場が多いが、そのほかは住宅街が広がる。
地区内の人口および世帯数は以下の通り（令和5年3月1日現在）。
|              | 世帯数    | 人口    |
| ------------ | --------- | ------- |
| 中御所一丁目 | 328世帯   | 610人   |
| 中御所二丁目 | 359世帯   | 714人   |
| 中御所三丁目 | 187世帯   | 321人   |
| 中御所四丁目 | 330世帯   | 646人   |
| 中御所五丁目 | 298世帯   | 600人   |
|              |           |         |
| 計           | 1,502世帯 | 2,891人 |

### 交通
路線バス
県庁通りを走るアルピコ交通（川中島バス）の以下の路線系統が利用できる。
- アルピコ交通（川中島バス）
  - 21 宇木 - 長野駅 - 大塚南 / 松岡
  - 22 長野駅 - 犀北団地（循環）
  - 30 長野駅 - 松代
  - 31快 長野駅 - 大塚南
  - 32 長野駅 - 篠ノ井駅
  - 33 長野駅 - 篠ノ井高田 / 今井駅
  - 34 長野駅 - 三本柳小学校
  - 35 長野駅 - 稲里循環
  - 36 長野駅 - 綱島
  - 37 長野駅 - さいなみ団地
  - 38 長野駅 - 紙屋 - 大塚南

### 施設

#### 中御所一丁目
- 柳原神社（笹焼神社）
- JR東日本
  - 長野建築技術センター
  - 長野機械技術センター
  - 長野信号通信技術センター
  - 長野新幹線保線技術センター
- JR東日本リテールネット 長野支店
  - アドレスト長野
- 長野美術専門学校
- 善光寺白馬電鉄 本社
  - 南長野駅跡 - 1944年（昭和19年）休止。社地内に遺構が残る
- 長野労働局
  - 長野労働基準監督署
- 長野県協同電算 本社

#### 中御所二丁目
- 八幡宮正面御所遺跡（中御所居館跡） 
  - 御所天満宮を中心に広がる遺跡。
  - 室町時代初期の信濃守護館（小笠原氏）。

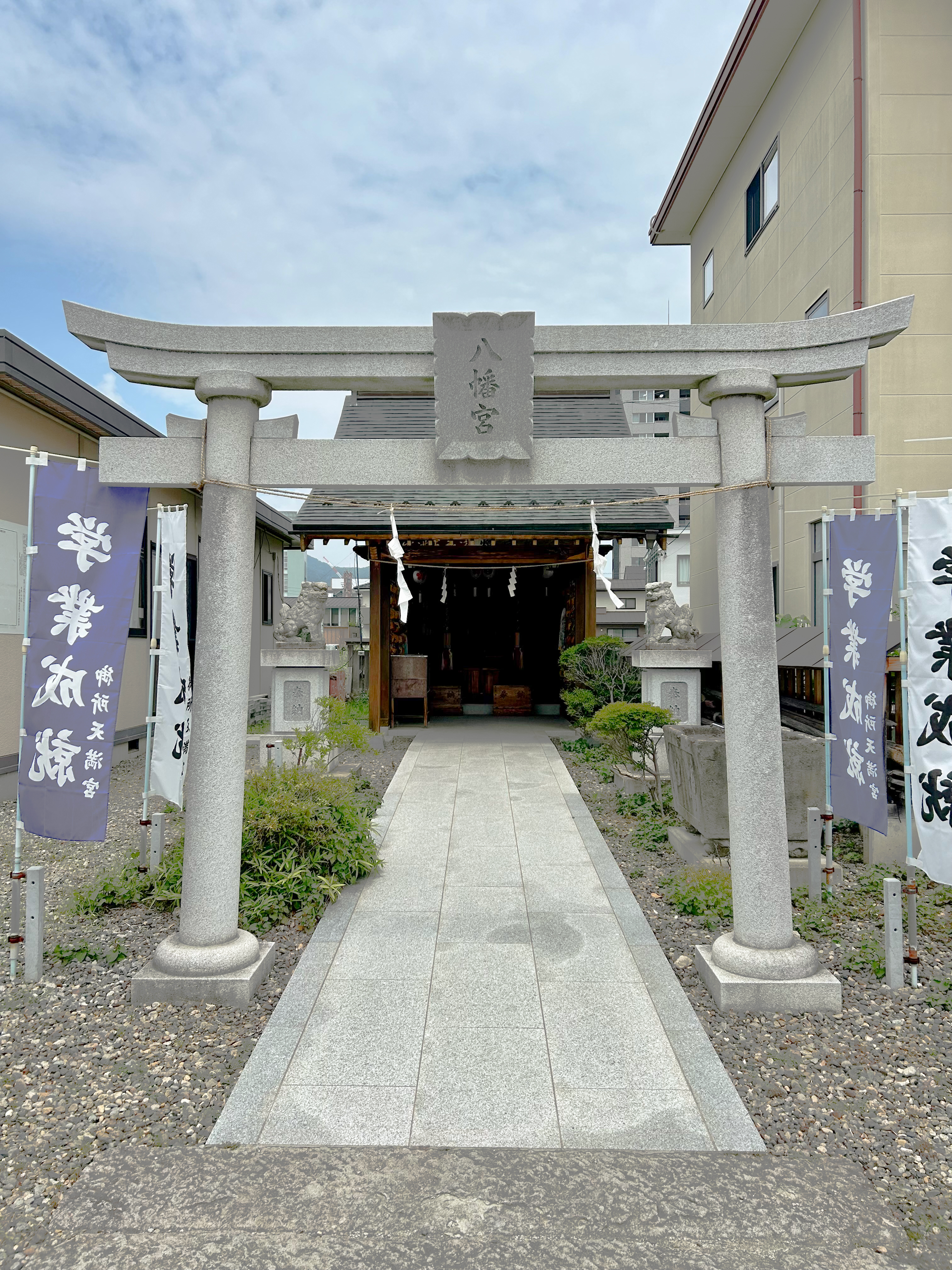
八幡宮正面

  - この「中御所」の由来としては、今の後町にあった国衙（こくが）に対して「中御所（なかのごしょ）」と言った。 また、この地の伝承によると、1198年（建久（けんきゅう）8年）源頼朝が善光寺へ参拝にきた時、漆田館に泊まったので、御所の地名がついたとされる。
  - 漆田館と信濃守護小笠原氏の守護館は同じものを指す。
- 御所天満宮、八幡神社 
  - 冬には近隣の受験生が多く訪れる。
  - 社地 - 東西二間三尺（約3m90cm）、南北二間三尺（約3m90cm）、面積六歩（約20平方メートル）観音寺正面

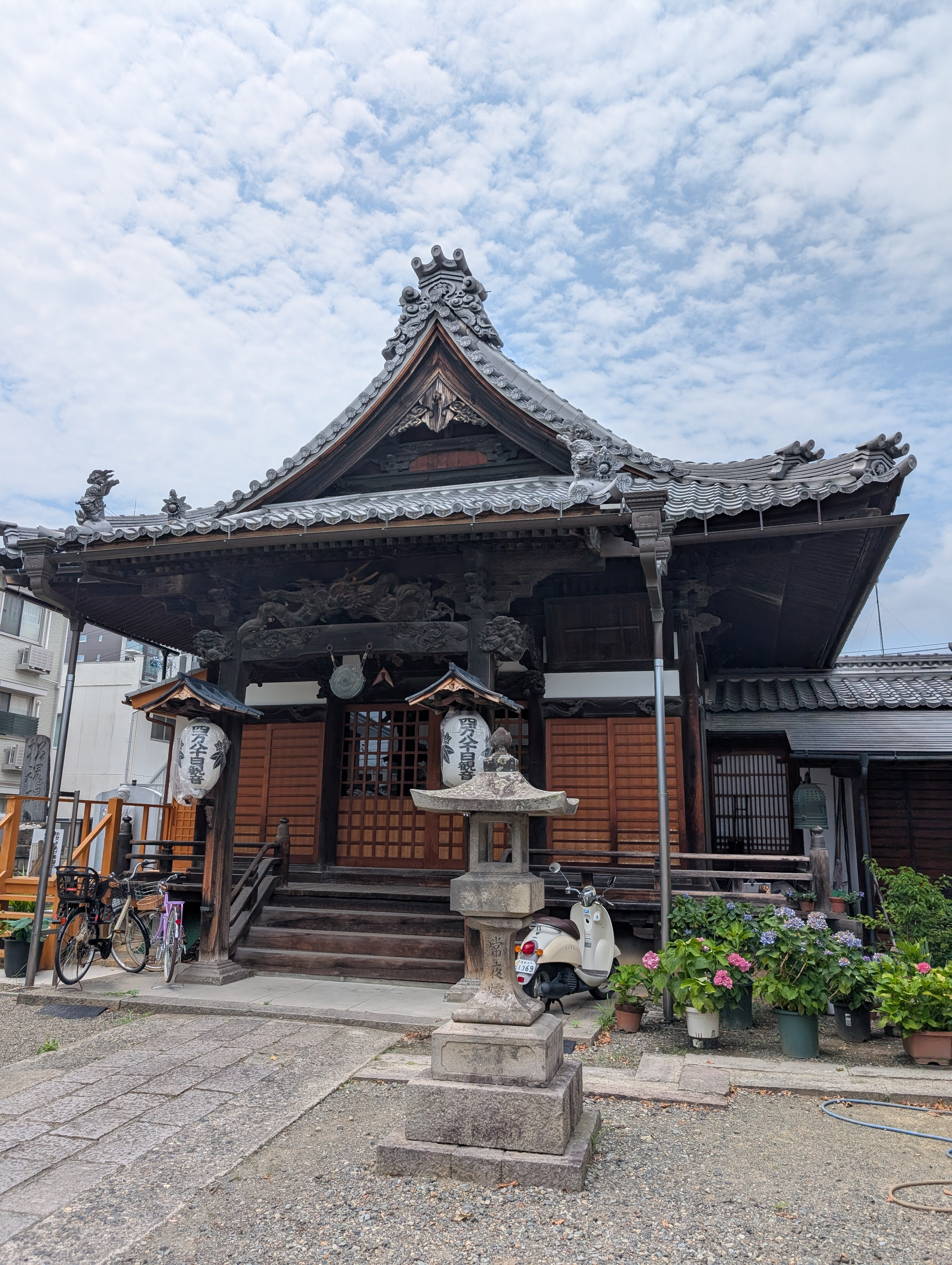
観音寺正面

  - 御所天満宮の祭神‐菅原道真　八幡神社の祭神 - 誉田別尊
  - 祭日 -11月15日
  - 勧請 - 年月不詳
  - 1929年（昭和4年）9月5日火災により隣の公民館とともに焼失。しかし、新社が同年12月25日に復旧落成した。　
  - 1992年9月に火災、同年12月に復興した。
- 観音寺 
  - 宗派 - 浄土宗大英寺末
  - 本尊 - 馬頭観世音（頼朝の守仏、髻馬頭観世音菩薩）
  - 相殿 - 聖観世音（漆田秀豊守仏）
  - 山号 - 明助山　
  - 縁起 - 建久年間（1190～99）漆田氏の開基創建という。また、建久8年頼朝が善光寺に参詣し、この地に滞留したおり、「この地に止まり、永く末世の衆生を済度すべし」とお告げがあったので頼朝は、ここに一宇を草創し、髻観音と聖観音を安置し、自ら「明助山普門院観音寺」と名付けたという。[3]
  - 縁日 -8月9日は観音の縁日で「四万八千日」といい、参詣者でにぎわう。この日に参詣すると4万8000日参詣した功徳があるという[4]。

#### 中御所三丁目
- 長野公共職業安定所（ハローワーク長野）
- 大日本法令印刷 本社
- 長野理容美容専門学校

#### 中御所五丁目
- 甲信マツダ 本社
- 吉田興産 旧本社
  - 在長野デンマーク王国名誉領事館
  - 在長野フィンランド共和国名誉領事館
  - 在長野ノルウェー王国名誉領事館
  - 在長野スウェーデン王国名誉領事館
  - 在長野アイスランド共和国名誉領事館
- 長野市立裾花小学校

## 中御所町四丁目
中御所町四丁目（なかごしょまちよんちょうめ）は、長野駅の西にある町。郵便番号は380-0934。
周囲は以下の大字・町と接する。
前述の通り、1938年（昭和13年）に定められた中御所町一・二・三・四丁目のうち、1988年（昭和63年）の住居表示によって一〜三丁目が消滅したことで、四丁目一区画のみ取り残された町である。
地区内の人口および世帯数は、10世帯 16人（令和5年3月1日現在）。

### 交通
町内に公共交通機関はないが、近くにある長野バスターミナルから多くのバス路線が利用できる。

### 施設
- 長野日産自動車 中御所店

## 岡田町
岡田町（おかだまち）は、長野県庁の南に広がる町。郵便番号は380-0936。
周囲は以下の大字・町と接する。
大字中御所に属する町（通称名）である。長野市街地内の町（通称名）については住所表示の際に大字（「大字中御所」など）を省くことが多く、郵便番号もそれぞれ単独で与えられている。また、町名（通称名）のほか「山王」「鶴田」といった小字があるが、これらは原則用いない（省略する）ことが慣例となっている（ただし、「山王」については小学校名にもなっていることもあって、周辺施設の名称によく用いられる。山王の由来は戦国期に善光寺別当であった栗田氏の飛地領に築かれていた出城跡に江戸時代に山王社が祭られていたためで、明治期に神社は栗田城跡に移されて現在はない）。
つまり、長野県バス協会の住所を例にとると以下の3通りの表し方がある。
- 長野市大字中御所岡田町560-4
- 慣例による（大字を省略しない）表記
- 長野市岡田町560-4
- 慣例による（大字を省略した）表記
- 長野市大字中御所字鶴田560番地4
- 登記などに用いる表記

地区内の人口および世帯数は、397世帯 684人（令和5年3月1日現在）。

### 交通
路線バス
町内に長野バスターミナルがあり、市内を走るアルピコ交通（通称・川中島バス）の路線の多くが利用できる。詳細は長野バスターミナルを参照。
このほか、県庁通りを走るアルピコ交通（川中島バス）・ぐるりん号の以下の路線系統が利用できる。
- アルピコ交通（川中島バス）
  - 30 長野駅 - 松代
  - 37 長野駅 - さいなみ団地
  - 41 長野駅 - 自治会館
- ぐるりん号
  - C 市街地循環ぐるりん号

### 施設
- 長野県長野保健所
- 長野市立山王小学校

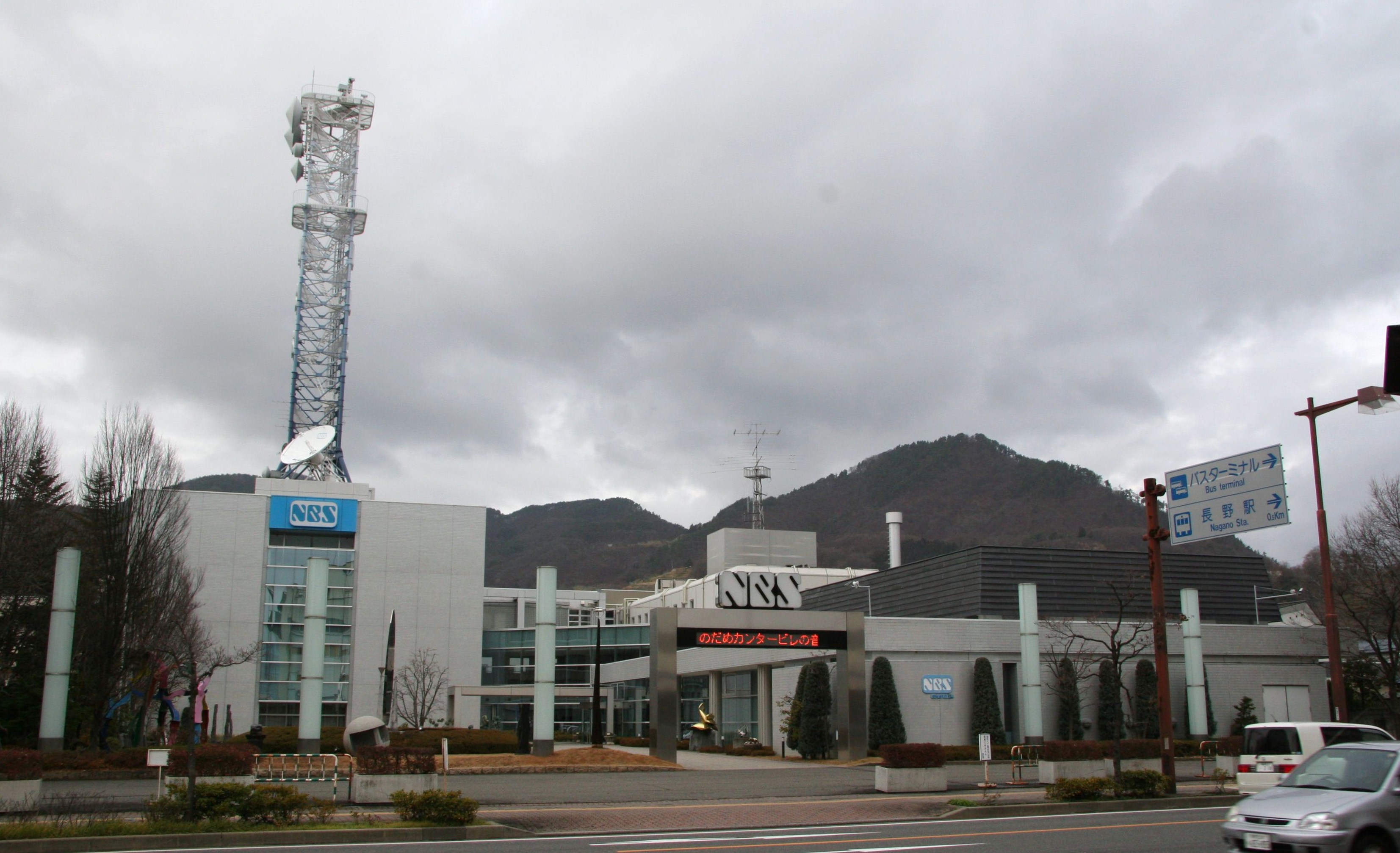
長野放送（NBS）本社

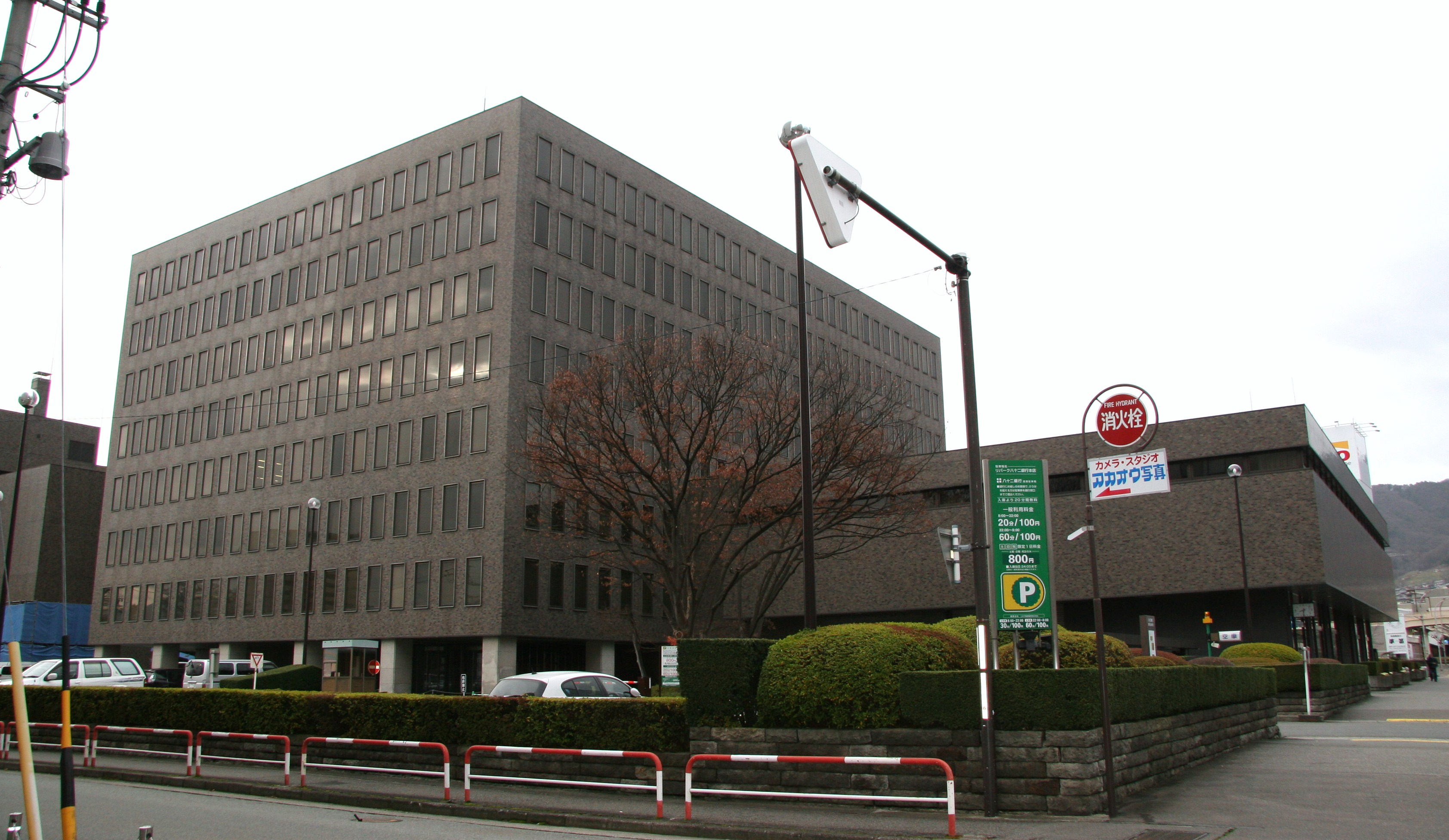
八十二銀行本店

  - 善光寺白馬電鉄 山王駅跡 - 1944年（昭和19年）休止。小学校地内に遺構が残る
- 長野放送（NBS） 本社
- ながの農業協同組合（JAながの）本所
  - JAホールながの
- 長野県中小企業振興センター
- 長野バスターミナル
- 八十二銀行 本店
  - 八十二文化財団
    - ギャラリー82

  - 日本銀行 長野事務所
- ホテル信濃路
- 長野県職員センター
- 長野南年金事務所